# Угайне Великий
Угайне Великий (ирл. Úgaine Mór) — легендарный верховный король Ирландии.
Согласно ирландской псевдоисторической традиции, сын Эоху Буадаха и внук верховного короля Ирландии Дуи Ладраха. Воспитывался в семье Кимбаэта и Махи Рыжеволосой. Стал королем, убив Рехтайда Ригдерга, убийцу своей приемной матери.
Книга захватов Ирландии сообщает, что помимо Эрина Угайне правил «от Альбы до моря Уайта», то есть всей Британией, и добавляет, что «некоторые говорят», будто бы он правил всей Европой. По словам Китинга, он был прозван Великим, ибо владел островами Европы.
От своей жены Кессайр Кротах, дочери правителя галлов, он имел двадцать два сына и три дочери, и по этой причине разделил Ирландию на 25 частей, распределив их между детьми. Кроме этого он потребовал от всех видимых и невидимых существ и от всех людей Ирландии клятвы, что они не будут оспаривать власть его потомков и его рода. Установленное этим королем разделение острова просуществовало триста лет, до образования пяти областей в правление Эохайда Фейдлеха.
Джеффри Китинг пишет в своей «Истории»:

Когда его дети выросли, у каждого из них была собственная свита; и когда они путешествовали по Ирландии, то где один из сыновей оставался на ночь, другой сын оставался на следующий день. Так они шли один за другим и поэтому, куда бы они ни направляли свои шаги, они истощали всю пищу и припасы в округе. И когда жители Ирландии заметили это, они принесли жалобу на эту обиду королю Угайне. И было решено разделить Ирландию на двадцать пять частей, и дать каждому из этих детей собственную часть, и не позволять ни одному из них быть обузой для доли другого.— Keating G. The History of Ireland. T. II, Section XXVIII. — L. — 1908. — p. 157, 159
Из детей Угайне потомство оставили только Кобтах Каэл Брег и Лоэгайре Лорк, от которых пошли все позднейшие потомки рода Эремона.
Угайне Великий правил тридцать или сорок лет, пока не был убит своим братом Бодбхадом на Теалах-ан-косгайр (Холме победы) в Маг Муйреаде в Брегии. Родерик О'Флаэрти считает, что он был убит на берегу Бойна в месте, называемом Килл-Дройхет. Согласно «Книге захватов Ирландии» ему сразу же наследовал сын Лоэгайре Лорк, но «Анналы четырех мастеров» и Джеффри Китинг сообщают, что братоубийца Бодбхад процарствовал полтора дня, пока с ним не расправился Лоэгайре.
«Книга захватов Ирландии» соотносит его правление с годами царствования Птолемея II Филадельфа (281—246 до н. э.), Родерик О'Флаэрти в «Огигии» (1685) пишет, что правление Угайне началось «в год, когда Александр победил Дария» и продлилось тридцать лет (331—301 до н. э.) [6]. Китинг датирует его правление 441—411 до н. э., а «Анналы четырех мастеров» — 634—594 до н. э.
Джон О'Донован в комментарии к «Анналам четырех мастеров» приводит имена детей Угайне и их уделы:
1. Кобтах Каэл Брег — Брег (Брегия)
2. Кобтах Минн — Муиртемне в позднейшем графстве Лаут
3. Лоэгайре Лорк — земли в долине реки Лиффи в Лейнстере
4. Фуилне — Маг-Феа в графстве Карлоу
5. Нар — Маг-Найр
6. Райгне — Маг-Райгне в Оссори
7. Нарб — Маг-Нарб
8. Кинга — Айгетросс на реке Норе
9. Тайр — Маг-Тарра
10. Триат — Трейтерне
11. Сен — Луахайр-Дегайд в Керри
12. Бард — Клуайн-Корка-Ойхе в Уи-Фодгейнте
13. Фергус Гнои — южный Дейси
14. Орб — Айдне в диоцезе Килмакдуа
15. Моэн — Моэнмаг в Кланрикарде в позднейшем графстве Голуэй
16. Санб — Маг-Аэй, в позднейшем графстве Роскоммон
17. Муйредбах Мал — Клуи-Майл
18. Эохайд — Сеолмаг, позднейшая барония Клер в графстве Голуэй
19. Латарн — Латарна в графстве Антрим
20. Маре — Миде
21. Лаэг — Маг-Лине в графстве Антрим
22. Кайрбре — Коранн, в позднейшем графстве Слайго

Дочери:
1. Айльбе — Маг-Айльбе в позднейшем графстве Килдэр
2. Айфе — Маг-Айфе, или Маг-Феймеанн, позднецшая Иффа (Ист-Оффа) в графстве Типперэри
3. Муйриск — Маг-Муйриск

По поводу 25-частного деления страны А. и Б. Рисы указывают на параллели в ирландской традиции: в литературе о фиане ирландское войско насчитывает «двадцать пять битв», а в христианское время на острове было двадцать пять епархий.